# Popradský Ľadový štít
Der Popradský Ľadový štít (deutsch Eisseespitze, ungarisch Jeges-tavi-csúcs, polnisch Zmarzły Szczyt) ist ein 2396 m n.m. (nach anderen Quellen 2390 m n.m.) hoher Berg im slowakischen Teil der Hohen Tatra.
Der Berg befindet sich am Hauptkamm der Hohen Tatra, zwischen der westlich gelegenen Scharte Zlomisková štrbina (Trümmertalscharte) und der östlichen Scharte Vyšné Kačacie sedlo (Obere Ententalscharte), mit Nachbarbergen Východný Železný štít (2340 m n.m.) im Nordwesten und Kačací štít (2402 m n.m.) weiter im Osten. Er ist ein Knoten und liegt am Anfang des südlich verlaufenden Seitengrats der Končistá. Im Südwesten fällt der Berg Richtung Zlomiská-Tal ab, im Südosten in das Tal Batizovská dolina und im Norden grenzt er an das Tal Kačacia dolina im Talsystem der Bielovodská dolina.
Der Name leitet sich von der Lage über dem Bergsee Ľadové pleso mengusovské (deutsch (Mengsdorfer) Eissee) ab. Um den Berg eindeutig vom Ľadový štít (deutsch Eistaler Spitze) oberhalb des Tals Malá Studená dolina weiter östlich zu unterscheiden, trägt er im Slowakischen das Attribut Popradský (m.) nach dem nahen Bergsee Popradské pleso (deutsch Poppersee).